# Császi Ádám
Császi Ádám (Debrecen, 1978 –) magyar filmrendező, forgatókönyvíró.

## Életpályája
2004-ben angol szakos diplomát szerzett az ELTE-n. 2005–2010 között a Színház- és Filmművészeti Egyetem filmrendező szakos hallgatója volt. Színházrendezéssel is foglalkozik.

## Filmrendezői munkássága
- 1 hét (rövidfilm, 2004)
- Undorgrund (rövidfilm, 2005)
- Gyengébb napok (rövidfilm, 2008)
- Különös történetek (dokumentumfilm, 2008)
- Ünnep (rövidfilm, 2010)
- Éjszaka (rövidfilm, 2010)
- Viharsarok (2014)
- Háromezer számozott darab (2023)

## Színházrendezői munkássága
- Hamlet-illúziók (2009)
- Templom (Szkéné Színház, 2017)
- Az ismeretlen (Rózsavölgyi Szalon, 2017)
- 12 dühös ember (Átrium Színház, 2018)
- Cigány magyar (2018)
- Nagy vacsora (Füge Produkció, 2019)

## Díjai és elismerései
- Örkény István drámaírói ösztöndíj (2017)